# فوق الجبل وتحت الثلج : رواية الدقائق الأولى من عام 1990
فوق الجبل وتحت الثلج: رواية الدقائق الأولى من عام 1990 هي رواية من تأليف الكاتب السوري حنا مينه صدرت عن دار الآداب للنشر والتوزيع عام 1991.

## موضوع الرواية
ترصد رواية فوق الجبل وتحت الثلج: رواية الدقائق الأولى من عام 1990 حقيقة الصراع الحضاري والثقافي بين الشرق والغرب، حيث تدور أحداثها حول صحفي لبناني يرتحل إلى بلغاريا ليجري تحقيقا صحفيا، وهناك يلتقي بفتاة بلغارية مثقفة تصغره في السن وتعمل كمترجمة فتنشأ بينهما علاقة عاطفية، وفي ليلة رأس السنة يقررا مغادرة الفندق القابع على قمة الجبل وقضاء اللحظات الأولى من العام الجديد في نزهة على جبل فيتوشا، ولكن سرعان ما تهب عاصفة ثلجية قبل أن يصلا إلى وجهتهما، فيقضيان الليلة سويا في غابة مكسوة بالجليد بين أشجار السرو المزينة بالثلوج.

## شخصيات الرواية
- مران الطوراني: صحفي لبناني كهل.
- بربارة ألكسندروفيتش: مترجمة وحقوقية بلغارية.

## مقتطفات من الرواية
- «من غير المناسب، بل والمعيب أن يذكر الرجل في حضرة امرأة يحبها، امرأة سواها!»

## أنظر أيضًا
- قائمة مؤلفات حنا مينه

## وصلات خارجية
- صفحة رواية فوق الجبل وتحت الثلج : رواية الدقائق الأولى من عام 1990 على موقع جود ريدز